# 安溪站
安溪站位于福建省泉州市安溪县城厢镇，有漳泉肖铁路经过，现为四等站。车站建于1998年，属南昌铁路局所管辖，离漳平站和肖厝站分别为129公里和111公里。车站于2014年12月10日起停办客运业务，但每日有一对往来漳平站与泉州东站的通勤列车停靠；目前办理整车普通货物到发，设有通往泉州市公路局的沥青专用线。

## 车站结构
安溪站为漳泉肖铁路上的中间站，车站设到发线3条（含正线1条），有效长650米；安全线1条，有效长50米；货物装卸线3条。设基本站台和中间站台各1座。

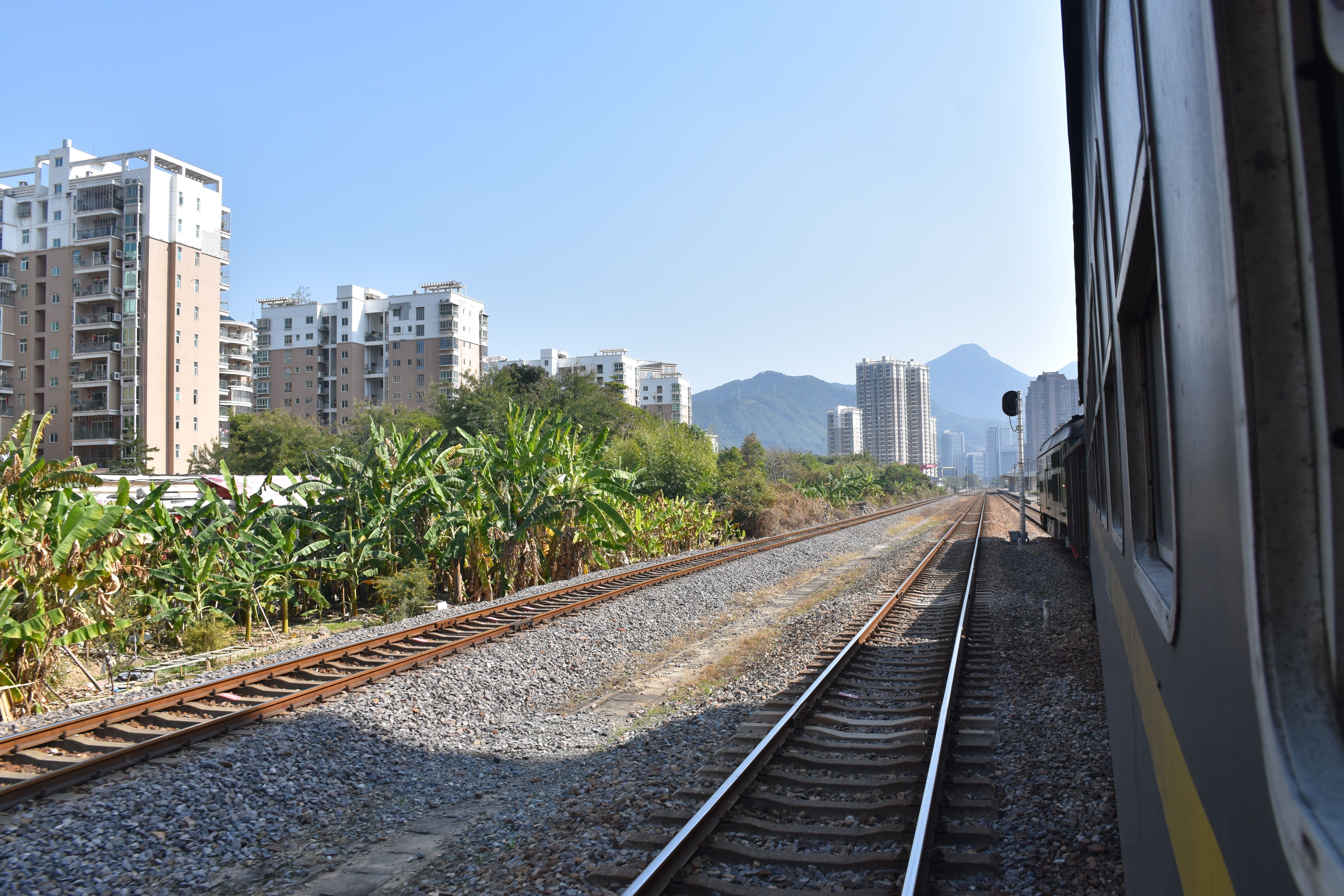
48031次通勤车驶入安溪站
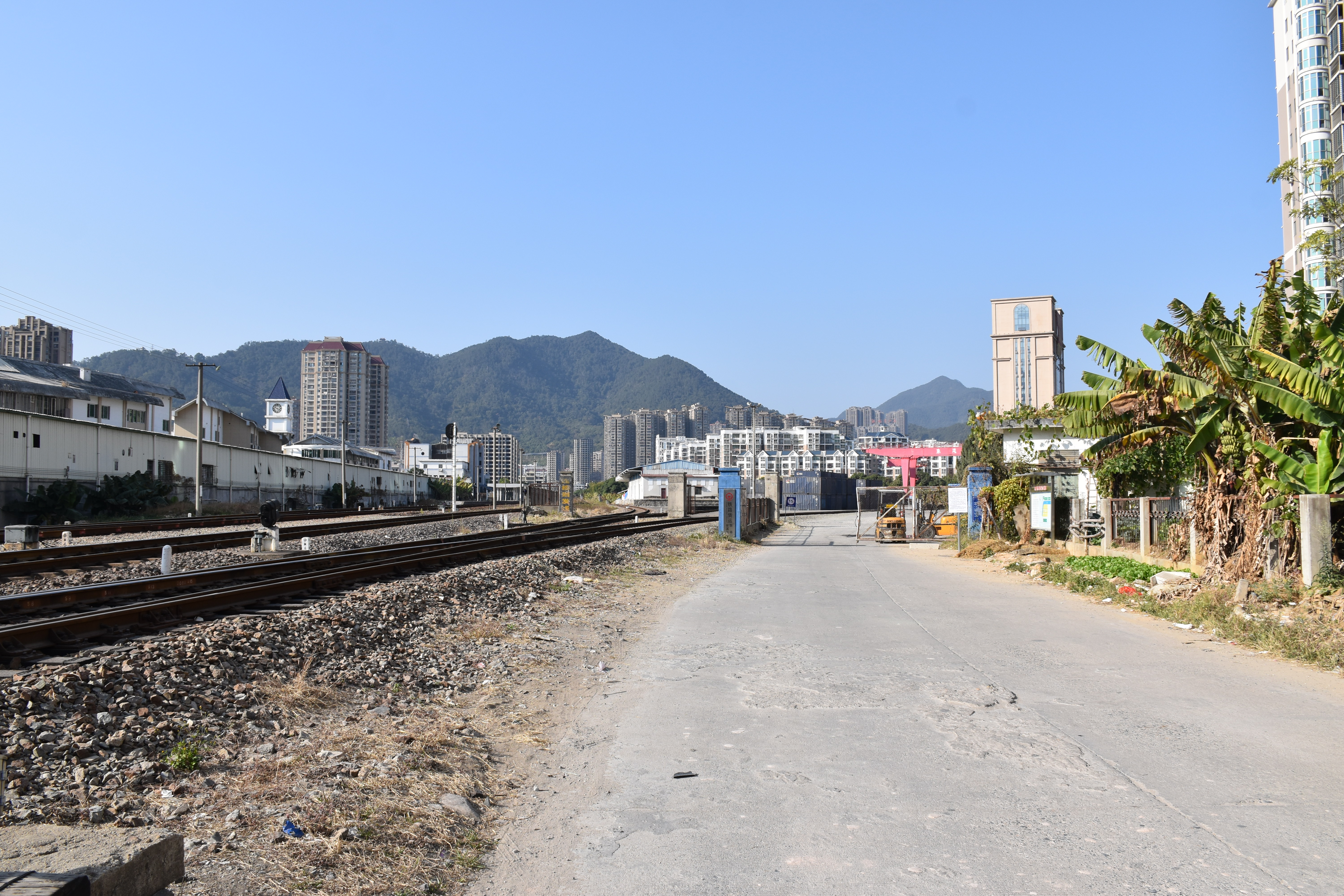
安溪站站场及货场
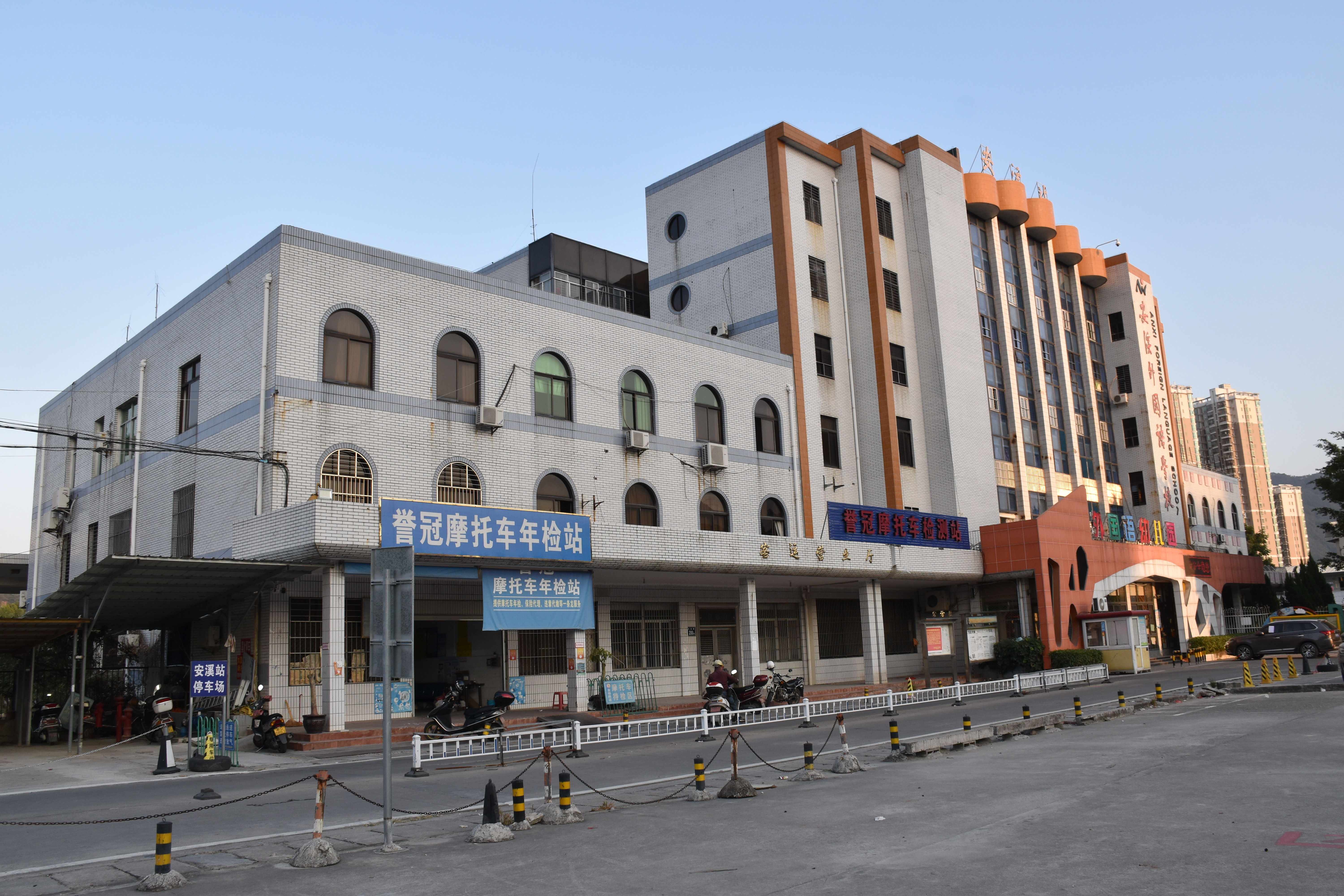
安溪站站房